# Dalia Kaddari
Dalia Kaddari (* 23. März 2001 in Cagliari) ist eine italienische Leichtathletin, die sich auf den Sprint spezialisiert hat. 2022 gewann sie mit der italienischen 4-mal-100-Meter-Staffel die Bronzemedaille bei den Europameisterschaften in München.

## Sportliche Laufbahn
Erste Erfahrungen bei internationalen Meisterschaften sammelte Dalia Kaddari im Jahr 2017, als sie bei den U20-Europameisterschaften im heimischen Grosseto im 200-Meter-Lauf das Halbfinale erreichte, in dem sie mit 24,37 s ausschied und mit der italienischen 4-mal-100-Meter-Staffel mit 45,11 s den Finaleinzug verpasste. Im Jahr darauf belegte sie bei den U18-Europameisterschaften in Győr in 23,79 s den vierten Platz über 200 Meter und nahm anschließend über diese Distanz an den Olympischen Jugendspielen in Buenos Aires teil und gewann dort die Silbermedaille hinter der Isländerin Guðbjörg Jóna Bjarnadóttir. 2019 wurde sie bei den U20-Europameisterschaften in Borås in 23,78 s Sechste und 2021 gewann sie bei den U23-Europameisterschaften in Tallinn in 22,64 s die Goldmedaille. Damit qualifizierte sie sich auch für die Olympischen Spiele in Tokio, bei denen sie mit 23,41 s im Halbfinale ausschied.
2022 erreichte Kaddari bei den Weltmeisterschaften in Eugene das Halbfinale über 200 Meter, in dem sie mit 22,86 s ausschied und mit der italienischen 4-mal-100-Meter-Staffel klassierte sie sich mit 42,92 s im Finale auf dem achten Platz. Anschließend belegte sie bei den Europameisterschaften in München in 23,19 s den siebten Platz über 200 Meter und gewann mit der Staffel in 42,84 s gemeinsam mit Zaynab Dosso, Anna Bongiorni und Alessia Pavese die Bronzemedaille hinter den Teams aus Deutschland und Polen. Im Jahr darauf belegte sie bei der 1. Liga der Team-Europameisterschaft, die im Zuge der Europaspiele in Chorzów stattfanden, in 23,08 s den ersten Platz im B-Lauf und gelangte mit der Staffel mit 52,28 s auf Rang sechs. Anschließend wurde sie bei den U23-Europameisterschaften in Espoo in 23,52 s Fünfte über 200 Meter. Im August schied sie bei den Weltmeisterschaften in Budapest mit 22,75 s im Halbfinale über 200 Meter aus und belegte mit der Staffel in 42,49 s den vierten Platz. Bei den World Athletics Relays 2024 in Nassau in 42,60 s Erste im A-Lauf in der 2. Qualifikationsrunde über 4-mal 100 Meter und sicherte damit dem italienischen Team einen Startplatz bei den Olympischen Spielen in Paris. Anschließend schied sie bei den Europameisterschaften in Rom mit 22,98 s im Semifinale über 200 Meter aus und verpasste im Staffelbewerb mit 43,27 s den Finaleinzug. Im August schied sie bei den Olympischen Sommerspielen in Paris in der ersten Runde über 200 Meter aus und verpasste im Staffelbewerb mit 43,03 s den Finaleinzug.
Bei den World Athletics Relays 2025 in Guangzhou sicherte sie der 4-mal-100-Meter-Staffel einen Startplatz bei den Weltmeisterschaften in Tokio. Anschließend wurde sie bei der 1. Liga der Team-Europameisterschaft in Madrid in 42,58 s Vierte im A-Lauf im Staffelbewerb und wurde über 200 Meter in 22,68 s Zweite über 200 Meter. Daraufhin belegte sie bei den World University Games in Bochum in 23,04 s den vierten Platz über 200 Meter. 
In den Jahren von 2020 bis 2023 und 2025 wurde Kaddari italienische Meisterin im 200-Meter-Lauf.

## Persönliche Bestleistungen
- 100 Meter: 11,44 s (+1,0 m/s), 20. August 2020 in Sassari
  - 60 Meter (Halle): 7,40 s, 26. Januar 2020 in Iglesias
- 200 Meter: 22,64 s (−0,4 m/s), 10. Juli 2021 in Tallinn
  - 200 Meter (Halle): 23,85 s, 9. Februar 2020 in Ancona (italienischer U20-Rekord)